# 제시 리버모어
제시 리버모어(Jesse Livermore, 1877년 7월 26일 ~ 1940년 11월 28일)은 미국의 투자가이다. "월가큰곰", "추세매매의 아버지"라고도 부른다. 월스트리트 역사상 가장 위대한 개인투자자로 칭송받는다.

## 생애
초등학교를 중퇴했다. 14세 때 보스턴의 한 증권회사 시세판 담당자로 일했다. 15세 때 5달러로 주 1929년 주가붕괴로 1억 달러를 벌었다. 1929년의 1억 달러는 2014년 현재 13.84억 달러(1조 6천억원) 가치이다. 이 때문에 유명해져서, Great Bear of Wall Street(월가큰곰)이란 별명을 얻었다.

## 자살
1940년 11월 28일, 63세의 리버모어는 맨하탄 셰리 네덜란드 호텔에서 권총자살을 했다. 주머니에서 발견된 개인수첩에 8장의 짧은 자필 유언을 아내에게 남겼다.